# Mars (батончик)
Mars (укр. Марс) — шоколадний батончик виробництва компанії Mars, Incorporated. 

## Загальний опис
Уперше був виготовлений 1932 року в англійському містечку Слоу американським підприємцем Форрестом Марсом. Батончик Форреста був схожий на той, який вироблявся його батьком Френком і був популярний у Сполучених Штатах під назвою Milky Way. Рецепт виготовлення батончика не змінився і досі, але розмір його і пропорції основних інгредієнтів мінялися рік за роком.
2002 року батончик Mars, вироблений у Великій Британії, був змінений та перепакований. Нуги стало менше, а шар шоколаду став помітно тонше, що значно зменшило вагу батончика. Упаковка також була змінена. Шрифт, яким було написано слово Mars, став тоншим і з ухилом в курсив.

## Характеристика
| Mars Харчова цінність в 100 г продукту |          |
| --- | -------- |
| Енергетична цінність 455 ккал / 1902 кДж |          |
| \| Білки \| 4,4 \| \| Жири \| 18,2 \| \| насичені \| 10,6 \| \| Вуглеводи \| 68 \| \| дисахариди \| 62 \| \| \| \| \| \| \| \| Натрій \| 143,4 мг \| \| \| \| |          |
| |          |
| Білки | 4,4      |
| Жири | 18,2     |
| насичені | 10,6     |
| Вуглеводи | 68       |
| дисахариди | 62       |
| |          |
| |          |
| Натрій | 143,4 мг |
| |          |

- Термін придатності: близько 9 місяців з дати виготовлення.
- Зберігати при температурі від +5 °C до +22 °C при відносній вологості не більше 70 %.

### Склад
- Начинка: глюкозний сироп, цукор, пальмова олія, незбиране сухе молоко, какао порошок, ячмінний солодовий екстракт, молоко сухе знежирене, суха молочна сироватка, лактоза, сіль, сухий яєчний білок;
- Шоколад: цукор, какао-масло, какао терте, молоко сухе знежирене, цільне сухе молоко, лактоза, суха молочна сироватка, зневоднений молочний жир, емульгатор (соєвий лецитин), ароматизатор (ванілін).

## Асортимент
В Україні, в роздрібній торгівлі, трапляються упаковки батончиків наступних видів:
- Mars — 50 г (класичний батончик)
- Mars MAX — 70 г (2 батончики по 35 г)
- Mars Snack size — 175 г (5 батончиків по 35 г)
- Mars minis — 180 г (10 батончиків по 18 г)
- Mars SunMix — 50 г.

## Галерея

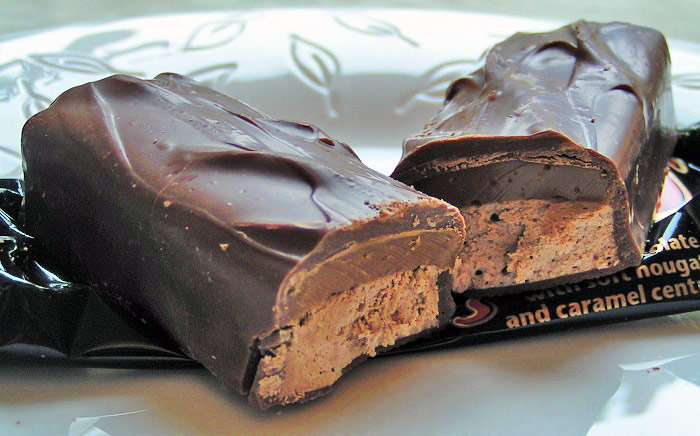
Mars у розрізаному вигляді
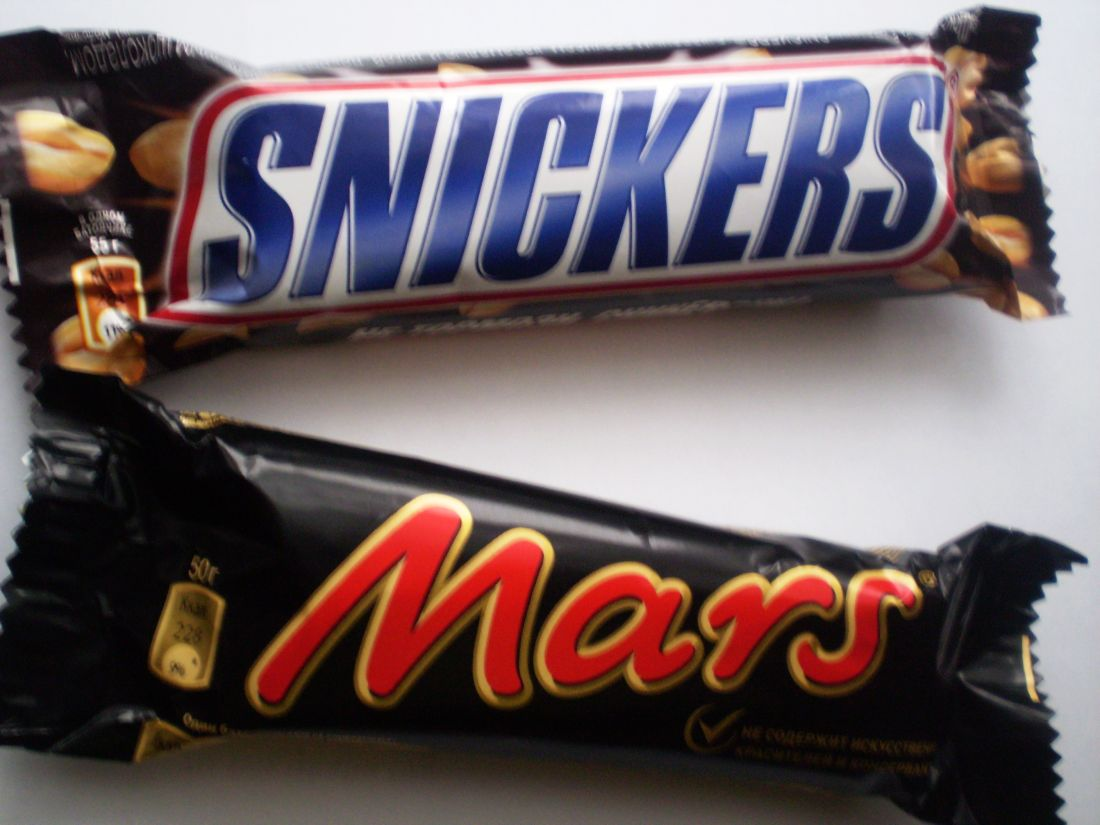
Snickers та Mars
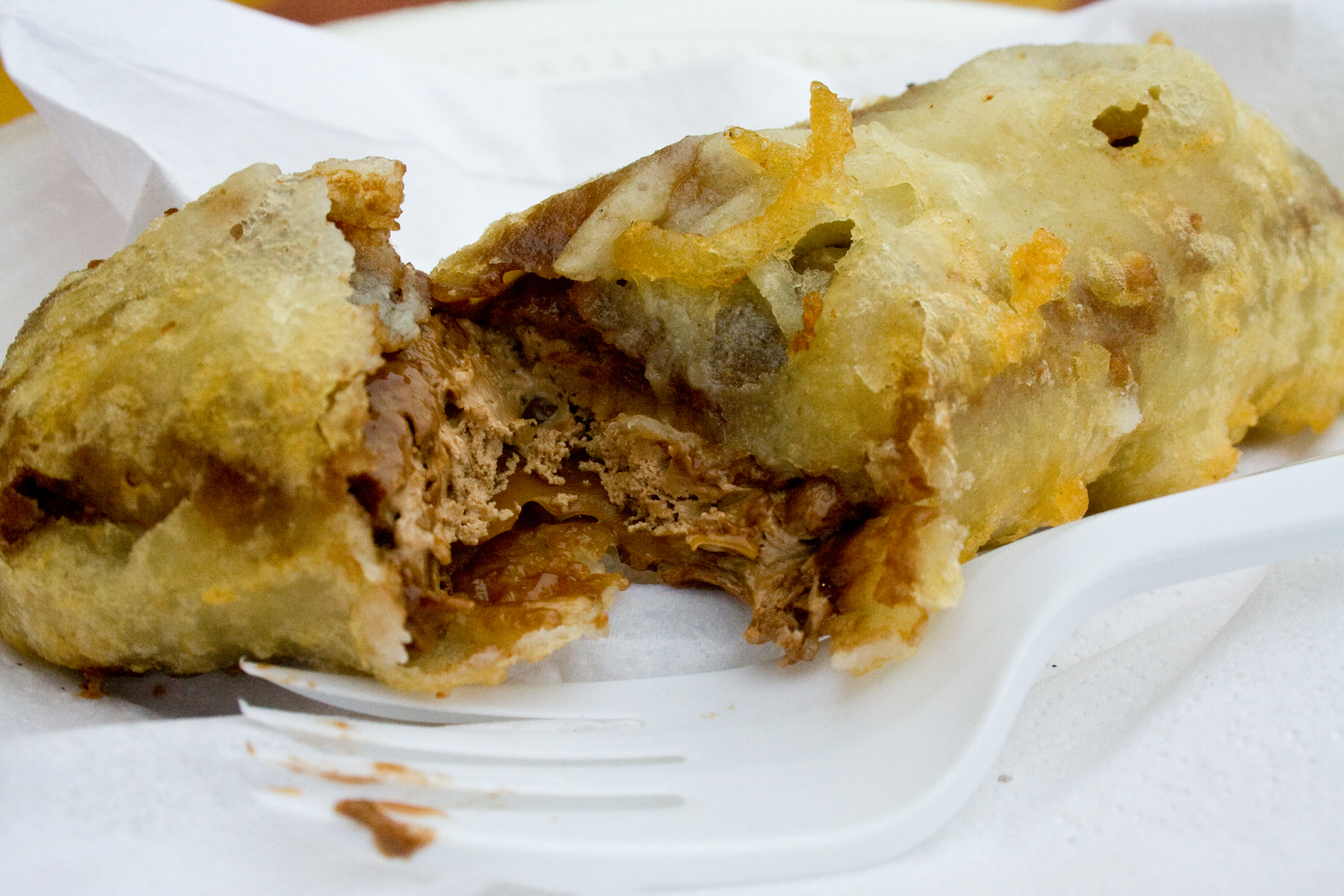
Смажений Mars у Шотландії
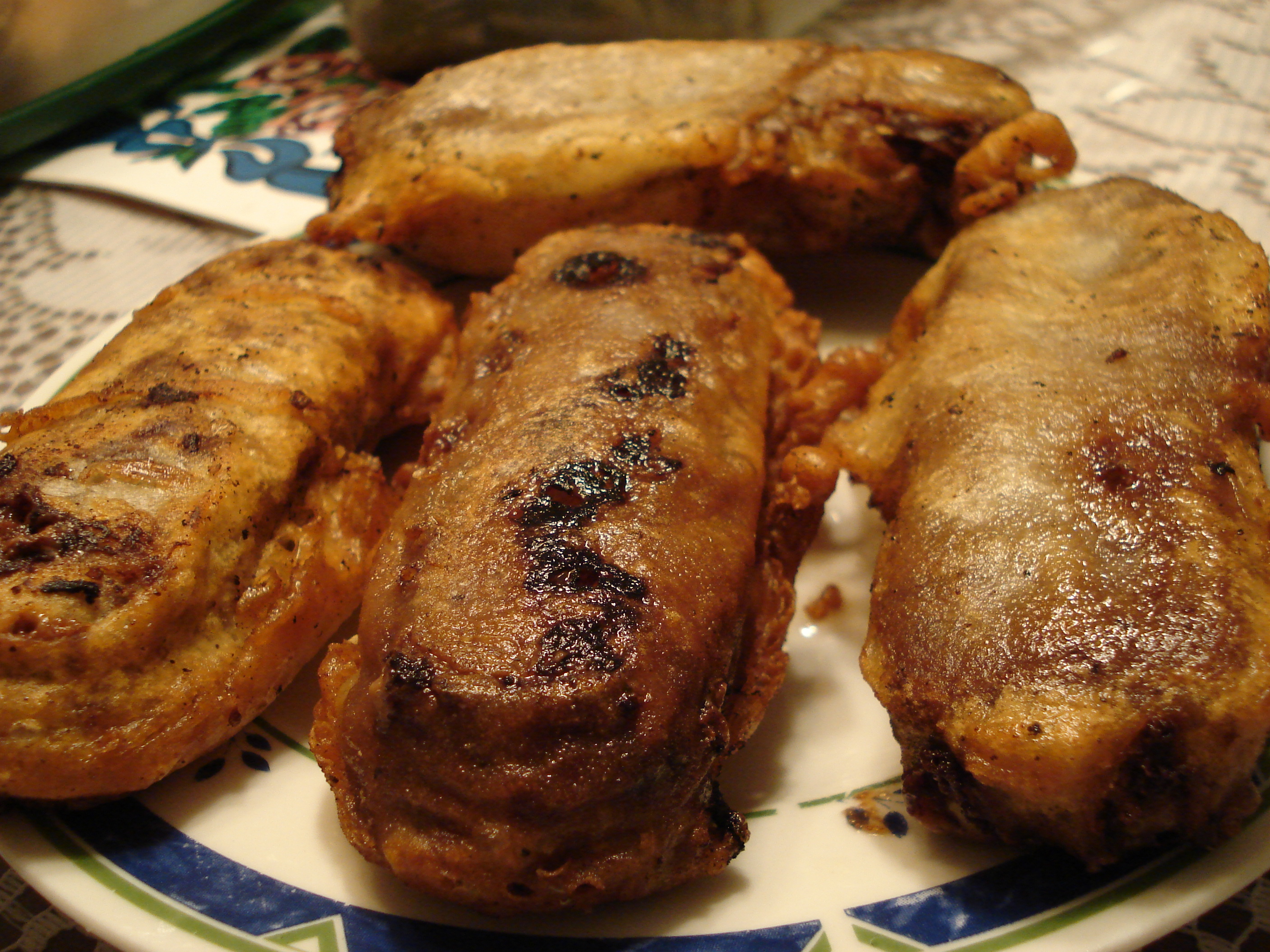
Смажений Mars у Шотландії
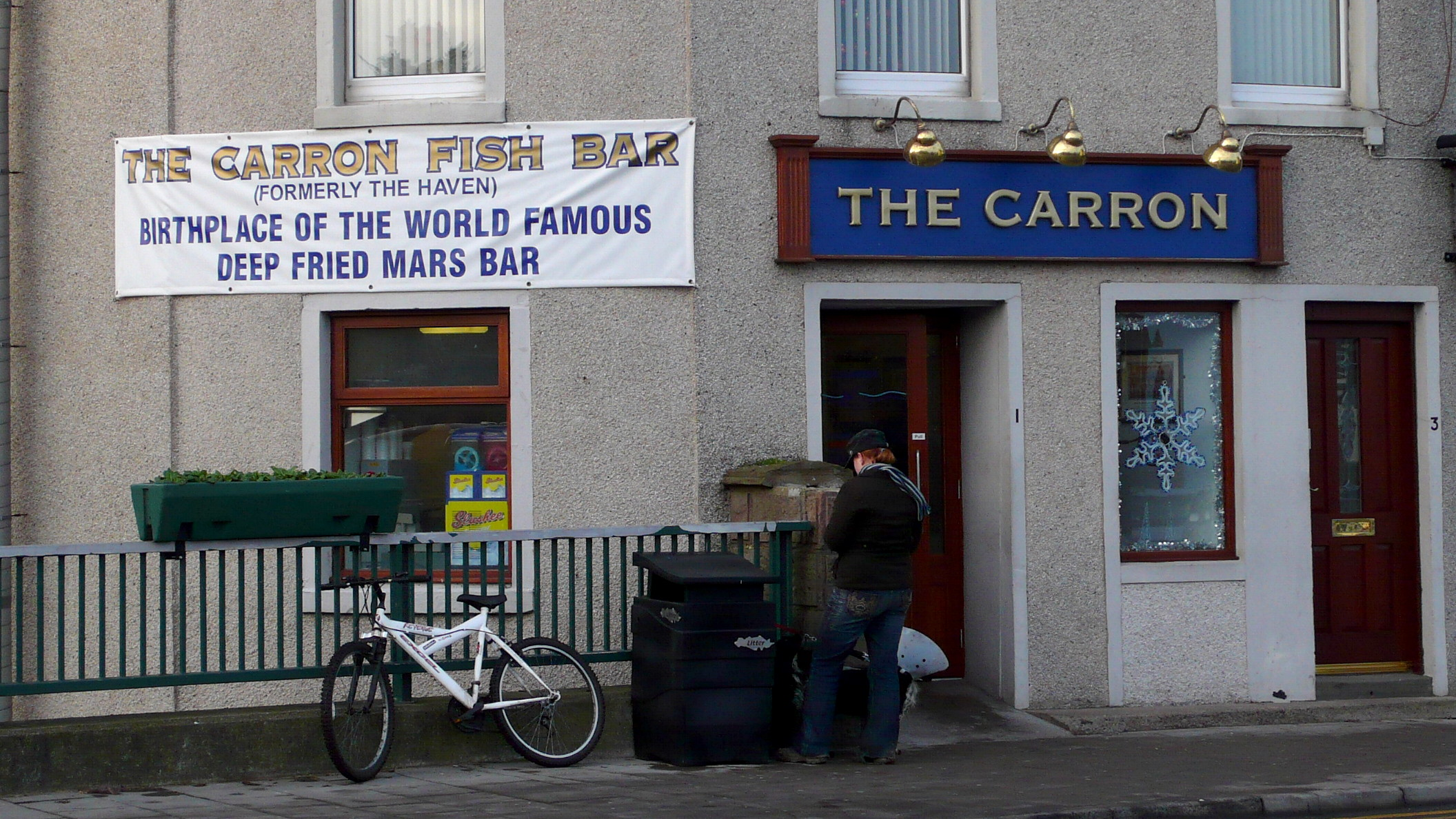
Бар у Шотландії (Стонгейвен), де перші почали подавати смажений батончик Mars
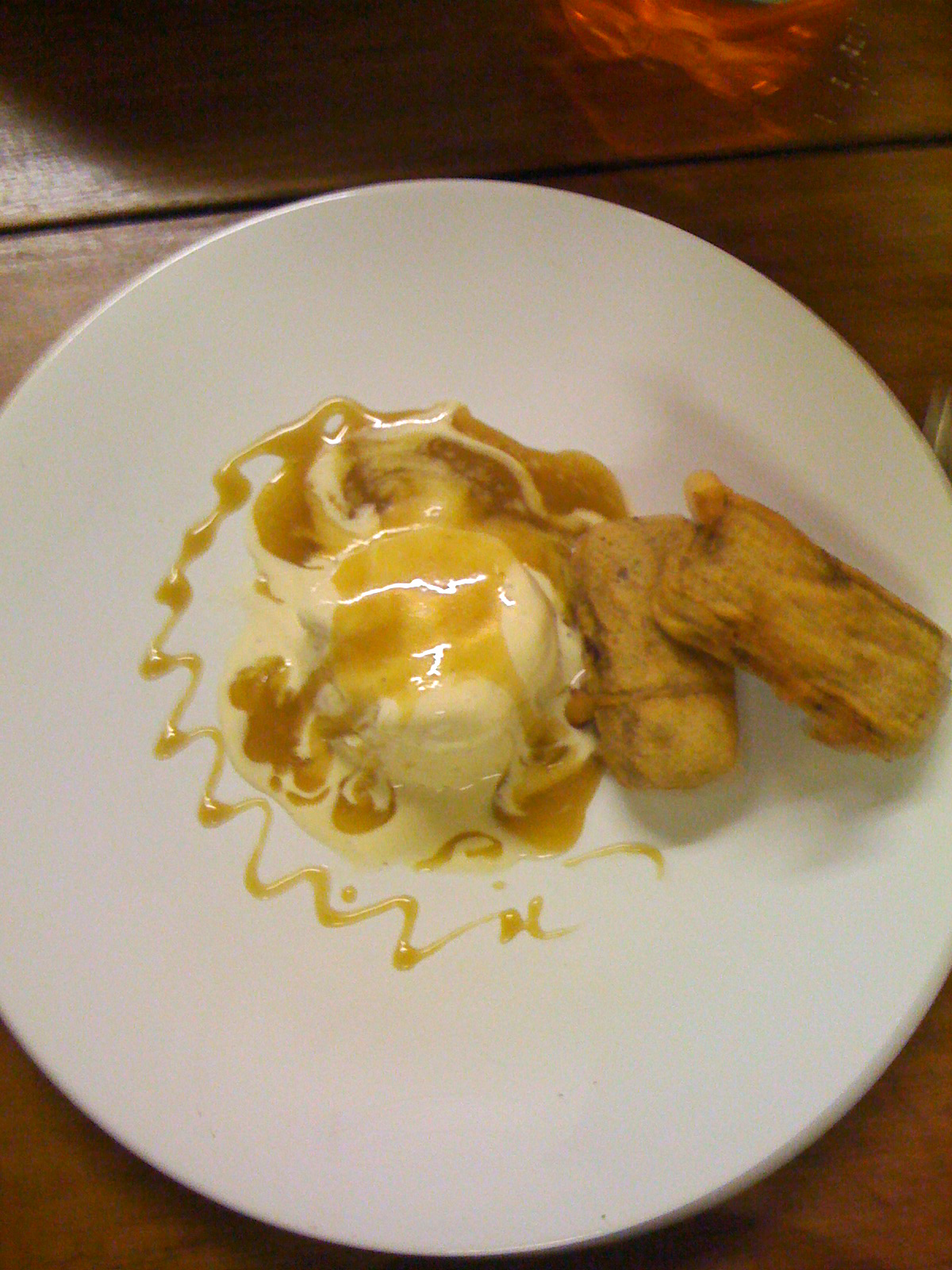
Смажений Mars із морозивом